# Рыцарь-Вампир
Рыцарь-вампир (яп. ヴァンパイア騎士 Вампайа Киси, , или Vampire Knight) — манга авторства Мацури Хино и снятый по ней аниме-сериал. Всего было снято 26 эпизодов, разделённых на два сезона, оба вышли в 2008 году. В Японии манга впервые была выпущена в январе 2005 года в журнале LaLa, а в продажу в США она поступила в июне 2006 года, где публиковалась в журнале Shojo Beat. В апреле 2010 года компания «Комикс-Арт» объявила о приобретении лицензии на российское издание манга-сериала. Русское издание манги насчитывает 10 томов, выпуск прекращён.
Последняя глава манги вышла в июльском номере журнала LaLa 24 мая 2013 года.
8 ноября 2013 года вышла первая экстра-послесловие. К 2016 году официально стало известно о продолжении серии, названном Vampire Knight: Memories. Первый том объединил четыре вышедшие ранее главы.
Новая серия является продолжением основной.

## Сюжет
Действие происходит в академии Кросс — престижном частном учебном заведении, в неопределённый промежуток времени (примерно 1990-е — 2000-е годы), который можно приблизительно определить лишь по образцам оружия и техники, встречающимся в бонусных главах манги. В этой академии существует два отделения — Дневное и Ночное. На Дневном учатся обычные люди, а ученики Ночного считаются элитой. Студенты Дневного класса и их преподаватели не знают, что в реальности все ученики Ночного — вампиры. Главная героиня, Юки Кросс, — воспитанница директора академии. Вместе с Зеро Кирю — другим воспитанником директора Кросс и наследником клана охотников на вампиров — они, как Стражи академии, должны следить за порядком в академии, по возможности пресекая все контакты между Ночным и Дневным классами, сохраняя при этом тайну вампиров.

## Введение
- Уровень A — высшие (чистокровные) вампиры, кровь которых никогда не смешивалась с человеческой. Почитаемы и уважаемы другими вампирами.
- Уровень B — аристократы (благородные). Вампиры, кровь которых была смешана с человеческой, но тем не менее ими считаются только те, кто был рождён вампиром. Почти все ученики ночного класса являются вампирами этой категории. Аристократы значительно уступают чистокровным по силе, но каждый род имеет свои особые способности.
- Уровень C — обычные вампиры, наиболее численная категория. В отличие от аристократов их кровь гораздо чаще смешивалась с людской.
- Уровень D — вампиры, которые когда-то были людьми. Небольшая группа, так как обращение человека в вампира запрещено (это могут делать только вампиры уровня A).
- Уровень E — низший уровень. Эта группа отделена от других, потому что в ней состоят вампиры, которые прежде были людьми, но теперь потеряли рассудок. Считается, что все обращённые вампиры рано или поздно упадут до этого уровня, потому что никогда не смогут жить с инстинктами вампира, но этого не случится, если вампир, превращённый из человека, выпьет кровь того вампира, кто «подарил» ему новую жизнь.

## Список персонажей Vampire Knight

Персонажи (слева направо): Акацуки Каин, Зэро Кирю, Сэнри Сики, Такума Итидзё, Канамэ Куран, Юки Куран (Кросс), Ханабуса Айдо

### Дневной Класс
Юки Кросс (яп. 黒主優姫 Куросу Ю:ки) — приёмная дочь директора Академии Кросс, ей 16 лет. Юки — член дисциплинарного комитета школы, который предоставляет школе Стражей. Она весёлая и беззаботная, а благодаря работе Стражем она способна держаться в самых непредсказуемых ситуациях. За десять лет до начала событий сериала на Юки напал вампир. Канамэ убил его, спас Юки и привел её к директору Кроссу. Юки ничего не помнила о своей жизни до этого события и осталась у директора, став его приёмной дочерью. В Юки живёт некий страх перед Канамэ, потому что он тоже вампир, как тот, что напал на неё, хотя она испытывает к нему чувство любви. В то же время Юки связана сильной дружбой с Зэро. С самого момента его появления в её жизни она хотела ему помочь и поддержать его. Когда вампир в Зэро побеждает, Юки даёт ему свою кровь, надеясь спасти Зэро от безумия. Кровь Юки привлекает вампиров сильнее, чем чья-либо ещё. 
Её выбор оружия пал на «Артемиду» (Artemis) — посох, который дал ей директор Академии Кросс. 
В начале манги выглядит довольно инфантильным подростком, но в ходе развития сюжета вынуждена очень быстро взрослеть. Думает, что чувства Канамэ к ней не слишком глубоки.
В какой-то момент понимает, что Канамэ связан с её стёртыми детскими воспоминаниями, и с помощью Зэро пытается выяснить своё прошлое, но Канамэ не торопится раскрывать карты и ставит Юки условие: она должна принять его чувства, и тогда он расскажет ей правду. Юки не успевает привыкнуть к своей новой роли человеческой «возлюбленной чистокровного», потому что Ридо Куран проникает в Академию, и Канамэ приходится вернуть ей память, сделав её вампиршей. 
Когда Юки было пять лет, её существование держали в тайне, чтобы обезопасить её. Но тайна стала явью, и злобный брат родителей Юки и Канамэ, Ридо Куран, пришёл, чтобы забрать её. Пытаясь спасти Юки, погиб отец, а мать, пожертвовав собой, подавила в Юки вампирское начало, чтобы она могла жить как человеческая девочка. 
 Юки плохо привыкает к своей новой сущности и ещё хуже — к новым отношениям с Зэро, которые стали враждебными. Несмотря на сильные взаимные чувства, несколько раз противостоит Канамэ. Нападает на Ридо, и Зэро, с её помощью, убивает его. После этого Юки и Зэро распрощались, и Юки покинула Академию Кросс вместе с Канамэ, и они вместе возвращаются в родовое имение.
Сэйю: Юи Хориэ
Зэро Кирю (яп. 錐生 零 Кирю Дзэро) — друг детства Юки, он также является Стражем Академии Кросс и состоит в дисциплинарном комитете. В манге ему 17 лет, но он остался на второй год, чтобы учиться с Юки в одном классе. С самого детства о нём постоянно заботилась Юки, подбадривая его и стараясь развеселить. Семья Зэро, клан охотников за вампирами, была убита чистокровной вампиршей Хио Сидзукой, когда он был ещё ребёнком. С того момента Зэро ненавидит всех вампиров и считает, что все они кровожадные монстры под личиной людей и должны умереть. Кроме того, во время нападения на его семью он был укушен Сидзукой, которая является чистокровной вампиршей, и обращён, что значит, рано или поздно он закончит как вампир категории Е. 
Тело Зэро не воспринимает кровяные таблетки, которые принимает большинство вампиров, чтобы усмирить жажду. Кровь Юки помогает ему находиться в здравом рассудке, но очень мало шансов, что это спасет его от падения до уровня Е. Это могла сделать только кровь Сидзуки, однако она в ходе сюжета манги была убита Канамэ. 
Зэро единственный человек, из-за которого Юки готова противостоять даже Канамэ. 
Оружие Зэро — «Кровавая роза» (Bloody Rose) — пистолет, который дал ему директор Кросс. Заряжен особыми пулями, которыми можно смертельно ранить, но только вампира. Зэро взял с Юки обещание, что если он упадет до категории Е, она собственноручно застрелит его из этого пистолета. 
У Зэро есть брат-близнец Ичиру. 
После убийства Итиру и победы над Ридо Зэро объявляет своей целью полное уничтожение всех чистокровных вампиров, и первой на очереди оказывается Юки.
Сэйю: Мамору Мияно
Саёри (Ёри) Вакаба (яп. 若葉沙頼 Вакаба Саёри (Ёри)) — соседка по общежитию и лучшая подруга Юки. Она одна из немногих девушек, которых не интересует Ночной Класс. Саёри посчитала их немного страшными и предпочла общаться с учениками из Дневного Класса. Однако тот факт, что её лучшая подруга является вампиром, она воспринимает спокойно. Из-за Ёри Юки наотрез отказывается покидать Академию вместе с Канамэ после нападения на них Ридо. Кайто приглашает Ёри на бал устроенный семьей Куран и использует её в качестве приманки на вампиров в попытке спровоцировать неприятности, в то время как сама Ёри делает это для того, чтобы встретиться с Юки, которую она не видела в течение года. Возлюбленная Ханабусы Айдо. Также выяснилось, что она является дочерью важного чиновника. В последней главе Ёри (её лицо не показано) рассказывает своим внукам о Юки и о битве чистокровных вампиров.
Сэйю в аниме — Ридза Мидзуно, в Drama CD — Кана Уэда
Касуми Кагэяма (яп.  影山霞 Кагэяма Касуми) — староста дневного класса. Имеет темно-каштановые волосы и носит очки. Касуми влюблён в Луку и всячески пытается ей это показывать, но Лука не имеет к нему никакого интереса. На балу он попросил Луку танцевать с ним, но она отклонила его просьбу, заявив, что не хотела бы танцевать с кем-то, кого она не знает. Во время финальной битвы он наряду с Сайори и Синдо встречает Луку и Каина. Увидев Луку, память Касуми о ней восстанавливается, но Лука не помнит его, хотя благодарит его за его любовь и память о ней.
Сэйю: Такахиро Матукава

### Ночной Класс
Канамэ Куран (яп. 玖蘭枢 Куран Канамэ) — старший брат Юки, чистокровный вампир, основатель рода Куран. 21 год. Его родители — Харука и Дзюри Куран. Он спас Юки от вампира, который напал на неё, когда ей было пять лет. Канамэ является президентом Ночного Класса и комендантом Лунного общежития, его боятся и уважают остальные ученики Ночного Класса. Играет главенствующую роль, так как является последним из знатного рода чистокровных вампиров Куран. Любит Юки . Именно из-за него многие отпрыски знатных вампирских семей решили поступить в Академию Кросс. Он всегда несколько холоден и отстранён со своими одноклассниками, но добр и ласков с Юки. Он всячески заботится и оберегает её с тех пор, как спас, и это имеет свой романтический смысл (он всегда говорит Зэро, что позволяет ему жить лишь потому, что он полезен Юки). 
Несколько ревнует к Зэро, поскольку знает о том, что тот так же неравнодушен к Юки. Он знает чистокровную вампиршу, которая обратила Зэро, Сидзуку Хио, которую позже убивает. Однако вина за это преступление пала на плечи Зэро. Только Ханабуса Айдо и Зэро знают правду об этом инциденте. 
В конечном счёте Канамэ спасает Зэро от казни за убийство Сидзуки, пойдя тем самым против воли Совета Старейшин. Он делает это, потому что Юки не перенесла бы смерти Зэро. Более того, даёт Зэро свою кровь, которая наверняка сможет остановить его падение до уровня Е, чтобы Зэро и дальше оставался «щитом» для Юки. 
После проникновения Ридо в Академию вынужден обратить Юки в вампира, точнее пробудить в ней вампирскую половину. Ридо — его Мастер, поэтому он не может его убить. Несмотря на очень напряженные отношения с Зэро, понимает, что только тот сможет убить Ридо. 
Атака Ридо ставит Канамэ в состоянии войны не только с дядей и его армией, но и с Советом Старейшин, и даже некоторыми из своих одноклассников. При этом он не уверен в чувствах Юки, которая наотрез отказалась покидать с ним Академию, и не доверяет даже своим немногочисленным союзникам. И всё-таки, после резкой конфронтации со своей сестрой-возлюбленной, которая, впрочем, закончилась примирением, идёт «делать только то, что он один может сделать». Не имея возможности вмешаться в схватку с Ридо, Канамэ отправляет Ночной Класс защищать Дневной Класс, а сам в одиночку уничтожает весь Совет Старейшин. Успевает вернуться в Академию как раз в разгар драматического противостояния Зэро и Юки. В конце покидает с Юки Академию Кросс и возвращается в родовое имение .
Сэйю: Дайдзукэ Кисио
Такума Итидзё (яп. 一条拓麻 Итидзё: Такума) — вице-президент Ночного Класса, вампир-аристократ, почти такой же сильный, как и Канамэ. 18 лет. Считает себя другом Канамэ. После смерти родителей Канамэ жил в его доме какое-то время. Он кажется очень добрым и, в отличие от других вампиров, его не окружает мрачная атмосфера, поэтому он больше похож на человека. Больше всего он любит читать мангу. Также он знает о том, что Канамэ спас Юки, когда та была ребёнком. Хорошо относится к Юки, хотя порой недоумевает, почему Канамэ готов ради неё на все. Его дед — Глава Совета Старейшин, очень старый и могущественный вампир. Не желает переходить на сторону Совета, но не в состоянии противостоять деду. Встаёт на пути Канамэ, чтобы помешать ему нанести вред телу Сэнри, в которого вселился Ридо. На момент нападения Ридо на Академию нельзя со стопроцентной уверенностью сказать, на чьей стороне находится Такума, но его отношение к людям всегда выглядело доброжелательным, и ему нравилось учиться в Академии. 
Главное оружие — самурайский меч. Впоследствии решает перейти на сторону Канамэ, убивает своего деда, но и сам бесследно исчезает. Позже его меч будет найден Сэнри и Римой. Во время своего исчезновения прислуживает Саре Сирабуки. Когда Рима и Сэнри предлагают пойти с ними вместе, он отказывается и признаётся Сэнри, что испытывает симпатию к Саре.
Сэйю: Сусуму Тиба
Лука Соэн (яп. 早園瑠佳 Со:эн Рука) — вампирша-аристократка, наследница семьи Соэн. 17 лет. Пользуется особой популярностью у учеников Дневного Класса. Является одной из самых преданных защитниц Канамэ. Любит его до фанатизма. Так как у вампиров считается, что если один вампир выпьет кровь другого, то они влюбятся друг в друга, Лука часто предлагает Канамэ свою кровь. Но даже после этого Канамэ остался к ней равнодушен. 
Высокомерно относится к людям, не верит в возможность мирного сосуществования рас, терпеть не может Юки и Зэро, является объектом особого восхищения старосты Дневного Класса, где учится Юки (причем неоднократно его отвергает). Однако, после нападения Ридо на Академию, говорит Каину, что «будет до самого конца защищать девушек из Дневного Класса, которые так восхищаются Канамэ», потому что «может понять их чувства». Узнав, что Юки — чистокровная сестра Канамэ, и их связывают узы гораздо более глубокие, чем детская дружба и привязанность, Лука извиняется перед ним за свои чувства, называя себя «дурочкой, думающей только о своих чувствах». Канамэ говорит, что «верит ей». 
Также обладает волшебной силой вампиров, в её случае это смертельный взгляд. 
После того, как Канамэ отпустил их, решает последовать за ним.
Сэйю: Минагава Дзюнко
Ханабуса «Идол» Айдо (яп. 藍堂英 Айдо: Ханабуса) — вампир-аристократ. Имеет способность управлять льдом. Гений и вундеркинд. 17 лет. Айдо кажется весёлым и дружелюбным, но может моментально измениться и стать холодным и мстительным. Девушки из Дневного Класса дали ему прозвище «Айдору» (созвучно с японским произношением английского «Idol»). Наряду с его кузеном Акацуки Каином, он известен как «правая рука Канамэ-сама». Очень уважает и любит Канамэ. Как и Юки, решил, что останется верен ему, «даже если его предадут». 
В детстве они с Канамэ не очень ладили, однако после встречи на похоронах родителей Канамэ Айдо решил стать самым верным его защитником. 
У них с Юки довольно забавные взаимоотношения: от мелких пакостей до легкой дружбы. Вообще он кажется самым социально-адаптированным вампиром из всех: наслаждается вниманием девушек Дневного Класса, придумывает всякие глупые шутки (за что часто получает оплеухи от Канамэ), и порой даже по-приятельски общается с Зэро. Становится одним из телохранителей Юки. 
Первым атакует Ридо, когда тот нападет на Академию. Весь год приглядывает за Юки. После убийства своего отца холоднее относится к Канамэ, но пытается подавить любую ненависть к семье Куран. Помогает Юки восстановить Ночной класс. Становится свидетелем того, как Юки пьет кровь Зеро, но ничего не рассказывает и вместо этого просит Риму и Сэнри помочь шпионить вокруг.
Сэйю: Дзюн Фукуяма
Акацуки Каин (яп. 架院暁 Каин Акацуки) — двоюродный брат Айдо, вампир-аристократ. 17 лет. Имеет способность управлять огнём. Мало чему придаёт значение и не умеет вовремя остановить зашедшие слишком далеко шутки, поэтому они с Айдо часто попадают в неприятности. Девушки Дневного Класса дали ему прозвище «Вайлд» (от англ. wild, дикий).
Имеет привычку обвинять во всех бедах других, особенно Айдо, чтобы не быть вовлечённым в разборки, но в результате всегда получает наказание. Он невероятно проницателен и внимателен к чувствам других, особенно к Айдо и Луке, к которой питает весьма романтические чувства. 
Вступает в бой против армии Ридо и Совета, чтобы защитить Академию. Когда Канамэ решает уничтожить всех чистокровных, всё равно остаётся на его стороне.
Сэйю: Дзюнъити Сувабэ
Сэнри Сики (яп. 支葵千里 Сики Сэнри) — один из самых юных студентов Ночного Класса (16 лет). 
Работает моделью вместе с Римой Тоэй. Испытывает к Риме весьма нежные чувства, через тысячу лет начинает с ней встречаться. Очень привязан к Такуме. Его отец — чистокровный вампир (Ридо Куран), а дядя со стороны матери — член Совета. В него вселяется Ридо Куран, чтобы пробраться в Академию. Придя в себя и поняв, что чуть не убил Риму, кажется, готов голыми руками порвать отца и всех его приспешников. 
Оружие Сенри — его кровь. Прокусывая на пальце кожу и выпуская немного крови, пользуется ей, как хлыстом. После разрушения академии отправляется с Римой на поиски Такумы. Через год им удаётся найти Такуму, который всё время провёл с Сарой Сирабуки. Он догадывается, почему Такума всё это время не давал знать о себе.
Сэйю: Соитиро Хоси
Рима Тоя (яп. 遠矢莉磨 То:я Рима) родилась и выросла в семье вампиров-аристократов. Тойа воспитывалась без строгих ограничений, но с присущей аристократам идеологией превосходства над другими. Вследствие чего её разум слегка запылен витиеватыми фразами о вампирской гордости и чести. С детства дружит с Сики. Рима Тоя — одна из самых юных студенток Ночного класса. В интриги академии не вмешивается, но иногда встревает в чужие дела, чтобы помочь близким. Работает моделью вместе с Сики. Они всегда вместе и, когда Сики уезжает на каникулы домой, Рима очень о нём переживает. Она также одной из первых почувствовала изменения, произошедшие в нём, когда в него вселился Ридо Куран. Она вступила с ним в схватку, однако оказалась слишком слаба, чтобы победить. Была спасена Такумой. Некоторое время была одной из нескольких «телохранителей» Юки Кросс/Куран. Всегда беспокоится о Сэнри, боится, что он проголодается или обгорит.
Сэйю: Эри Китамура
Сэйрэн (яп. 星煉 Сэйрэн) — студентка Ночного Класса. Бывший человек, обращенный Канамэ Кураном. Она первая, кто преграждает путь любой предполагаемой угрозе (например, Зэро, направившему пистолет на Канамэ, когда тот обнял Юки). 18 лет.
Сэйю: Риса Мидзуно

### Прочие персонажи
Кайэн Кросс (яп. 黑主 灰閻 Куросу Кайэн) — приёмный отец Юки, ректор Академии Кросс. Его мечта — это взаимопонимание между вампирами и людьми. Создание Ночного Класса помогает осуществлению этой мечты. 
Иногда впадает в детство и излишне экспрессивен, однако прекрасно разбирается в своем ремесле и умеет быть серьёзным в нужные моменты. Бывший охотник на вампиров, считавшийся Легендой.
Сэйю в аниме — Ходзуми Года, в Drama CD — Коясу Такэхиро
Тога Ягари (яп. 夜刈十牙 Ягари То:га) — охотник на вампиров. Прежде был учителем Зэро и Итиру. Много лет назад он потерял глаз, спасая Зэро. Какое-то время был учителем в Академии Кросс. Продолжает заботиться о Зэро, хоть и делает это весьма своеобразно. Когда Совет Старейшин приговаривает Зэро к смерти за убийство Сидзуки, Ягари — единственный, кто выступил с протестом. Он оставляет Зэро пистолет, чтобы тот мог с честью застрелиться, если у него закончатся силы держаться и начнётся падение до уровня Е.
Сэйю: Хироки Ясумото
Сидзука Хио (яп. 緋桜閑 Хио: Сидзука) — чистокровная вампирша, укусившая Зэро. Главная антагонистка первого сезона. Даже её приближённые вампиры боятся находиться рядом с ней. Также она известна как «Безумная принцесса внесезонного цветения сакуры» («Mad Blooming Princess»), это прозвище было дано ей приближёнными. Вампир, которого она любила (бывший человек, который пообещал не упасть до уровня E), был убит охотниками за вампирами Кирю, хотя он ещё не опустился до уровня Е. В качестве мести она напала на семью Кирю, убила родителей и обратила Зэро в вампира, а его брат-близнец Итиру ушёл вместе с ней и стал её человеком-слугой. По словам Сидзуки, Итиру единственный, кого она просто не смогла обратить в вампира. Её кровь могла остановить падение Зэро до уровня E, но она была убита Канамэ, который обещал ей перед смертью, что её смерть не будет напрасной и тот, кого она так сильно ненавидела, тот, кто играл с судьбами чистокровных, будет уничтожен.
Сэйю в аниме — Фумико Орикаса, в Drama CD — Кэйко Сонода
Итиру Кирю (яп. 錐生壱縷 Кирю Итиру) — брат-близнец Зэро. В детстве их обучал Тога Ягари. Итиру не владел теми способностями, которыми обладал его брат и, кроме того, был слабее здоровьем. Зэро и Итиру были очень близки в детстве, но после того, как Итиру понял, что ему никогда не сравниться с братом, и случайно услышал, что родители предпочитают сделать наследником клана Зэро, а не его, возненавидел брата. Когда Сидзука напала на их семью, он остался единственным, кого она не тронула. Ушёл вместе с ней и стал её слугой. Сидзука делилась с ним кровью, отчего природная болезненность Итиру пропала. Очень сильно любит Сидзуку и тяжело переживает её смерть. Присоединился к Ридо после того, как тот пообещал, что виновные в смерти Сидзуки умрут, и снова объявился в Академии Кросс как студент Дневного отделения. Кажется враждебно настроенным к Юки, Зэро и Канамэ, но оказывается, что его выбор не так однозначен. В 40 главе манги фактически жертвует собой, чтобы придать брату сил.
Сэйю: Мамору Мияно
Мария Курэнай (яп. 紅まり亜 Курэнай Мариа) — очень дальняя родственница Сидзуки Хио. Согласилась предоставить Сидзуке своё тело, потому что та пообещала сделать его сильнее и выносливее, а Мария от рождения отличалась слабым здоровьем. Очень скромная и послушная девушка, однако это сочетается в ней с большой эмоциональностью. После смерти Сидзуки Мария вернулась к семье, но перед этим она попросила Юки передать Итиру, что она хотела бы ещё раз увидеть его. Испытывает чувства к Зэро.
Сэйю: Май Накахара
Асато Итидзё (яп. 一条麻遠 Итидзё Асато) — («Первый Старейшина») дед Такумы и Глава Совета Вампиров. Канамэ некоторое время жил у него после смерти родителей. Асато хотел усыновить его, но Канамэ отказался. Итидзё позволил внуку посещать Академию, чтобы тот следил за Канамэ. Весьма коварен и расчётлив. Желал бы видеть во главе клана Ридо Курана, а не Канамэ.
Сэйю: Кодзи Исии
Сара Сирабуки (яп. 白蕗 更) — чистокровная вампирша, наследница клана Сирабуки. С детства знакома с Канамэ. Считает, что чистокровные должны держаться вместе и прекрасно понимает, как сложно Канамэ среди обычных вампиров и людей. Появляется только в манге. После исчезновения Такума служит ей и когда за ним приходят Рима и Сэнри, он хочет остаться с Сарой. На балу, который устраивает Канамэ, чтобы представить всем Юки, убивает своего жениха с помощью охотницы. Её причастность к этим событиям не смогли даже предположить.
Харука Куран (яп. 玖蘭 悠)— чистокровный вампир, отец Юки и Канамэ. Пацифист, участвовать в делах Совета Старейшин не хотел. Догадывался о планах Ридо касательно его детей, поэтому рождение Юки было тайной для всех. Долгое время сдерживал мини-армию Ридо, однако в итоге всё-таки был им убит.
Дзюри Куран (яп. 玖蘭 樹里) — чистокровная вампирша, мать Юки и Канамэ. Пожертвовала собственной жизнью, чтобы превратить Юки в человека и дать ей шанс прожить спокойную жизнь.
Ридо Куран (яп. 玖蘭 李土) — дядя Юки, старший брат Харуки и Дзюри, отец Сэнри Сики. Главный антагонист второго сезона. Очень властолюбив и коварен. Имеет собственную мини-армию из вампиров категории D. Мастер, пробудивший Канамэ ото сна. Некогда был сильно ранен Канамэ при попытке напасть на Юки (в результате тех событий погибли родители Юки, а сама она стала человеком). Долго восстанавливался, и не утратил способность переселяться в чужое тело. Таким образом вселился в тело своего сына, Сэнри, и отправился в Академию Кросс за Юки. К нему примкнул Итиру Кирю, после того как Ридо пообещал, что виновные в смерти Сидзуки умрут. Канамэ дал ему свою кровь, после чего его тело быстро восстановилось. Начал атаку на Академию. Также известно, что некогда он любил Дзюри Куран.
Ай Куран — дочь Юки Куран и Канамэ Курана, приёмная дочь Зэро Кирю. Также является последней чистокровной семьи Куран.
Ай имеет типичные черты Куран — у неё волнистые каштановые волосы чуть длиннее плеч и красно-карие глаза, как у её отца, Канамэ.
Была влюблена в отчима, Зэро, но похоронила свои чувства ради матери, вместе с Лукой пытаясь свести Юки и Зэро.
Училась на Ночном отделении академии Кросс, занимая там должность стража.
Рэн Кирю — ребёнок Юки Куран и Зэро Кирю. Вампирша-аристократка, так как её мать была чистокровным вампиром, а отец — простым вампиром уровня C.
У Рэн серебристые волосами, снежно-белая кожа и глаза цвета лаванды, как у её отца, Зэро. Она также очень схожа и с дядей-Итиру.
Пол ребёнка читателям долгое время был не известен, так как в японской речи она говорит о себе обезличено, а на рекламном тизере одной из экстр, а также в описании персонажей в первом томе «Vampire Knight: memories» её и Ай объединяли, как «дочери». Согласно главе 19 четвёртого тома «Vampire Knight: memories» Рэн Кирю является девочкой.

## Drama CD
LaLa Kirameki Drama CD — диск был выпущен в 2005 году в виде бонуса к сентябрьскому номеру журнала LaLa. 
 Большинство сэйю, принимавших участие в записи Drama CD, впоследствии были приглашены для озвучивания аниме-сериала. Исключением являются директор Кросс, озвученный в Drama CD Коясу Такэхиро, Саёри Вакаба, озвученная Каной Уэда, и Сидзука Хио, озвученная Кэйко Сонодой.

## Аниме

### Список серий

#### Первый сезон
| № серии | Название серии                                                           | Трансляция в Японии |
| ------- | ------------------------------------------------------------------------ | ------------------- |
| 1       | Ночь Вампиров «Вампайа но ёру (найто)» (ヴァンパイアの夜(ナイト))        | 7 апреля 2008       |
| 2       | Кровавые воспоминания «Ти но киоку (мэмори)» (血の記憶(メモリー))        | 14 апреля 2008      |
| 3       | Клыки раскаяния «Сангэ но киба (фангу)» (懺悔の牙(ファング))             | 21 апреля 2008      |
| 4       | Взрыв осуждений «Данзай но хигикане (торига)» (断罪の銃爪(トリガー))     | 28 апреля 2008      |
| 5       | Пир в лунном свете «Гекка но кёэн (сабато)» (月下の饗宴(サバト))         | 5 мая 2008          |
| 6       | Их выбор «Карэра но сэнтаку (курайму)» (彼等の選択(クライム))            | 12 мая 2008         |
| 7       | Алый лабиринт «Хийро но мэйкю (рабиринсу)» (緋色の迷宮(ラビリンス))      | 19 мая 2008         |
| 8       | Выстрел стенаний «Нигэки но юсэй (бурасуто)» (嘆きの銃声(ブラスト))      | 26 мая 2008         |
| 9       | Глаза цвета крови «Курэнай но сисэн (айдзу)» (紅の視線(アイズ))          | 2 июня 2008         |
| 10      | Принцесса тьмы «Ями но химэ (пуридзана)» (闇の姫(プリズナー))            | 9 июня 2008         |
| 11      | Цена желаний «Нодзоми но дайсё (диру)» (望みの代償(ディール))            | 16 июня 2008        |
| 12      | Клятва чистокровных «Дзюнкэцу но тикай (пурайдо)» (純血の誓い(プライド)) | 23 июня 2008        |
| 13      | Кровавый круг «Синку но кусари (ринго)» (深紅の鎖(リング))               | 30 июня 2008        |

#### Второй сезон
1. Рок Грешников (Виновный)
2. Бессмертное обещание (Парадокс)
3. Портрет цвета лазури (Мираж)
4. Воскрешение Дьявола (Либидо)
5. Западня подчинённого (Ловушка)
6. Фальшивая любовь (Любовники)
7. Колючий поцелуй (Поцелуй)
8. Спираль воспоминаний (Спираль)
9. Воскрешение безумного короля (Император)
10. Прелюдия к сражению (Прелюдия)
11. Наши две жизни (Душа)
12. Конец мира (Инцидент)
13. Рыцарь-вампир (Рыцарь)

### Музыка
Первый сезон:
- Открывающая композиция — «Futatsu no Kodou to Akai Tsumi», в исполнении ON/OFF
- Закрывающая композиция — «Still Doll», в исполнении Канон Вакесимы

Второй сезон:
- Открывающая композиция — «Rinde Rondo», в исполнении ON/OFF
- Закрывающая композиция — «Suna no Oshiro», в исполнении Канон Вакесимы